# Manuela Secolo
Manuela Secolo (Treviso, 22 febbraio 1977) è un'ex pallavolista italiana.
Giocava nel ruolo di schiacciatrice.

## Carriera

### Club
La carriera di Manuela Secolo inizia nella stagione 1991-92 nell'Albatros Volley di Treviso, in Serie B1, club con il quale nell'annata successiva disputa la Serie B2 a seguito della retrocessione; nella stessa categoria gioca, nella stagione 1994-95, con la Polisportiva Mogliano e, nella stagione 1995-96, con l'AGS, a cui resta legata per quattro stagioni disputando la Serie B1 per il campionato 1996-97 e la Serie A2 dal campionato 1997-98, annata in cui la società muta il proprio nome in Pool Piave a seguito della rifondazione.
Sempre in serie cadetta, nell'annata 1999-00, veste la maglia dell'Icot di Forlimpopoli, dove rimane anche nella stagione successiva quando il club sposta la propria sede a Forlì; l'esordio in Serie A1 avviene nell'annata 2001-02 quando vieni ingaggiata dalla Olimpia Ravenna.
Dopo un'annata in serie cadetta con la Robursport Pesaro, con cui vince la Coppa Italia di categoria ed ottiene la promozione in Serie A1, nella stagione 2003-04 inizia un sodalizio, che durerà per quattro campionati, con il Bergamo, nel massimo campionato italiano: con il club orobico vince due scudetti, la Coppa Italia 2005-06, una Supercoppa italiana, la Coppa CEV 2002-03 e due Champions League.
Nella stagione 2007-08 difende i colori del Chieri mentre in quella seguente fa un'esperienza all'estero, segnatamente in Grecia, dove disputa la A1 Ethnikī con l'Olympiakos; ritorna quindi nella Serie A1 italiana per la stagione 2009-10 ingaggiata dal Villa Cortese, aggiudicandosi la Coppa Italia.
Nell'annata 2010-11 veste la maglia della neopromossa Universal Modena, mentre in quella successiva si trasferisce al Crema, in Serie A2, guadagnando la promozione in massima serie.
Nella stagione 2012-13, ingaggiata dal River di Piacenza, torna in Serie A1, vincendo sia la Coppa Italia che lo scudetto, mentre nell'annata successiva resta sempre a Piacenza ma con la Piacentina, in Serie B1, ottenendo la promozione in serie cadetta: al termine del campionato decide di abbandonare l'attività agonistica.

### Nazionale
Ottiene le prime convocazioni nella nazionale italiana nel 2004, con cui, oltre a partecipare ad alcuni torneo minori, si aggiudica nel 2007 la medaglia di bronzo al World Grand Prix e quella d'oro al campionato europeo e alla Coppa del Mondo; l'anno seguente vince nuovamente il bronzo al World Grand Prix e nel 2009 bissa la medaglia d'oro al campionato europeo, oltre ad aggiudicarsi la vittoria ai Giochi del Mediterraneo: si ritira in seguito dall'attività internazionale.

## Palmarès

### Club
- Campionato italiano: 3

2003-04, 2005-06, 2012-13
- Coppa Italia: 3
- 2005-06, 2009-10, 2012-13
- Supercoppa italiana: 1

2004
- Coppa Italia di Serie A2: 1

2002-03
- Champions League: 2

2004-05, 2006-07
- Coppa CEV: 1

2003-04

### Nazionale (competizioni minori)
- Montreux Volley Masters 2004
- Trofeo Valle d'Aosta 2004
- Trofeo Valle d'Aosta 2008
- Giochi del Mediterraneo 2009